# Lager Derventa
Das Gefangenenlager Derventa war ein von der kroatischen Kriegspartei, die im Bosnienkrieg der Hrvatsko vijeće obrane (HVO) unterstellt war, betriebenes Gefangenenlager in Bosnien und Herzegowina, in dem serbische Zivilisten festgehalten und gefoltert wurden. Es befand sich in Derventa, einer Stadt in der Nähe der Grenze zu Kroatien und war zwischen April und Juni 1992 in Betrieb. Das Hauptlager befand sich in einem Gebäude der ehemaligen jugoslawischen Volksarmee im Zentrum von Derventa, dem heutigen Kulturzentrum. Die Zahl der Internierten und der Todesopfer ist bis heute unklar.

## Geschichte
Anfang des Bosnienkrieges fielen im April 1992 kroatische und muslimische Paramilitärs sowie die Hrvatsko vijeće obrane (HVO) in unmittelbar gelegene Siedlungen von Bosanski Brod bis Derventa nahe der Grenze zu Kroatien ein und verübten ethnische Säuberungen und Kriegsverbrechen an der serbischen Zivilbevölkerung. Zahlreiche Menschen verschleppte man in Gefangenenlager in und um Derventa. Die meisten Zivilisten wurden überwiegend aus der von Serben bewohnten Vorstadtsiedlung Čardak in das Lager Derventa verschleppt. Fast alle Bewohner von Čardak wurden am 26. April 1992, am serbisch-orthodoxen Osterfest, in die Lager gebracht, die übrigen ermordete man, während man dessen Häuser in Brand setzte. Insgesamt wurden 41 Serben während dieser Periode aus der Siedlung ermordet, 36 davon während des Überfalls, 5 in den Lagern, darunter auch Greise, Frauen und Kinder. Dieser Vorfall gilt heute als Massaker von Čardak. Heute erinnert in Čardak eine am 7. Juli 2012 errichtete Gedenkstätte an das verübte Verbrechen, an einem Platz, an dem zuvor ein Massengrab mit 19 Leichen entdeckt wurde.
Das Lager wurde am 12. April 1992 in einem Gebäude der ehemaligen jugoslawischen Volksarmee im Zentrum der Stadt, dem heutigen Kulturzentrum errichtet, in dem anfangs etwa 200 Menschen interniert wurden. Es kam dort zu Morden, während andere Gefangene dort gefoltert wurden, unter anderem sollen sie bis zur Bewusstlosigkeit geschlagen oder Körperteile mit Benzin übergossen und angezündet worden sein. Weitere Gefangene verschleppte man in die zwei nahen gelegenen  Lager Poljari und Rabić, dort ereigneten sich ähnliche Vorfälle. Heute steht vor dem Gebäude ein Denkmal.
Vor allem wurde Azra Bašić, genannt „Azra mit den zwei Messern“ für ihre Verbrechen im Lager Derventa berüchtigt. 2011 wurde sie nach langer Fahndung in den USA festgenommen und des Kriegsverbrechen beschuldigt. Sie soll laut den US-Gerichtsakten an den Gefangenen schwere Gräueltaten verübt haben und auch mindestens einen Mann brutal ermordet haben. Daneben wurde bisher der Kroate und ehemaliges Mitglied der HVO Ivica Vrdoljak für die in und um Derventa bzw. in Verbindung mit den Lagern stehenden verübten Verbrechen auf fünf Jahre Haft verurteilt, während noch weitere vor Gericht stehen.